# Santi Corvaja
Santi Corvaja (Catania, 28 gennaio 1920 – Trieste, 16 maggio 1999) è stato un giornalista e scrittore italiano.

## Biografia
Di nobile famiglia, laureato in giurisprudenza, fu tenente della Regia Aeronautica durante la seconda guerra mondiale. Giornalista dal 1948, collaborò a vari giornali e negli anni successivi fu redattore capo di Ultimissime (1953-1955), Giornale dell'Isola (1955-1956), Espresso Sera (1956-1967), e Il Piccolo di Trieste (1967-1986).
Pubblicò articoli di storia contemporanea per varie riviste, tra cui Storia Illustrata. Fu autore dei volumi Mussolini nella tana del lupo (1983) e Hitler and Mussolini, The Secret Meetings, pubblicato postumo nel 2008 e curato dallo scrittore statunitense Robert Miller.
Curò inoltre la pubblicazione del romanzo storico di Benito Mussolini dal titolo L'amante del Cardinale - Claudia Particella (1986) e quella del volume Chi ama è perduto - Mia sorella Claretta di Miriam Petacci (1988). È stato autore dell'articolo Gli Eroi di Cefalonia, pubblicato sulla rivista Storia Illustrata nel settembre del 1984, articolo che Yannis V. Tricardos ha raccolto in un volumetto (1985).